# C.R.D.A. Monfalcone 1964-1965
Questa voce raccoglie le informazioni riguardanti il C.R.D.A. Monfalcone nelle competizioni ufficiali della stagione 1964-1965.

## Rosa
| N. |                   | Ruolo | Calciatore         |
| -- | ----------------- | ----- | ------------------ |
|    | Italia (bandiera) | A     | Paolo Ciclitira    |
|    | Italia (bandiera) | C     | Walter Cossar      |
|    | Italia (bandiera) | C     | Riccardo Cucar     |
|    | Italia (bandiera) | C     | Mario Deotto       |
|    | Italia (bandiera) | D     | Diego Deiuri       |
|    | Italia (bandiera) | P     | Giuseppe Di Davide |
|    | Italia (bandiera) | C     | Giancarlo Dolcetto |
|    | Italia (bandiera) | A     | Franco Fontanot    |
|    | Italia (bandiera) | A     | Giorgio Ive        |
|    | Italia (bandiera) | D     | Antonio Kuk        |
|    | Italia (bandiera) | C     | Alfredo Lulich     |

| N. |                   | Ruolo | Calciatore          |
| -- | ----------------- | ----- | ------------------- |
|    | Italia (bandiera) | C     | Sergio Morin        |
|    | Italia (bandiera) | A     | Giancarlo Poletto   |
|    | Italia (bandiera) |       | Rossi               |
|    | Italia (bandiera) |       | Scarpa              |
|    | Italia (bandiera) | P     | Oscar Sorato        |
|    | Italia (bandiera) | A     | Enrico Sortino      |
|    | Italia (bandiera) | C     | Franco Tominovich   |
|    | Italia (bandiera) | D     | Sergio Trevisan     |
|    | Italia (bandiera) | D     | Renato Valenti      |
|    | Italia (bandiera) | A     | Claudio Versegnazzi |
|    | Italia (bandiera) | C     | Claudio Zonch       |